# حسين الصادق
حسين الصادق، وُلد 15 أكتوبر 1973 في القطيف، السعودية، هو لاعب كرة قدم سعودي معتزل يلعب في مركز الحارس وقد لعب لكل من النور، القادسية، الاتحاد
بدأ حسين الصادق مشواره مع الكرة عام 1988م من خلال نادي النور الذي يقع في منطقة سنابس، ليتألق في تصفيات الصعود للدرجة الأولى والتي اقيمت في منطقة تبوك مما شجع مدرب المنتخب السعودي لدرجة الشباب على ضمه للمعسكر الاستعدادي لبطولتي كأس فلسطين ببغداد والصداقة بعمان.
بعد عودته متوجا مع المنتخب بلقب بطولة الصداقة وثالث كأس فلسطين، بدأت مفاوضات أندية الهلال، النصرو القادسية معه وكان قريبا جدا من التوقيع لـالهلال لو لا بعض الظروف التي غيرت مساره نحو القادسية في موسم 89 - 90 م. تألق الصادق كثيرا مع القادسية فساهم بشكل كبير في تحقيق القادسية لبطولة كأس ولي العهد (أول بطولة في تاريخ القادسية)، كأس الكؤوس الآسيوية عام 1992م وكأس الاتحاد السعودي.
انتقل بعدها لـنادي الاتحاد السعودي ليعيش فترة ذهبية بكل ما تعني الكلمة من معنى حيث حقق مع نادي الاتحاد السعودي العديد من البطولات مثل: الدوري السعودي الممتاز، دوري أبطال آسيا، كأس الخليج للأندية وغيرها من البطولات.
عمل سابقاً كمحلل في قناة الجزيرة الرياضية لمباريات الدوري السعودي ودوري أبطال آسيا والمنافسات الأخرى .
في عام 2012 قامت إدارة نادي الخليج بمدينة سيهات بالتعاقد مع حسين الصادق للإشراف الإداري على الفريق الأول لكرة القدم كما بدأ عمله خلال شهر سبتمبر كمدرب حراس بعد هروب مدرب الحراس المصري في النادي.
وبداية من موسم 2018-2019 يبدأ الكابتن حسين الصادق بممارسة عمله كمدير كرة في المنتخب السعودي إلى نوفمبر 2024م.

## وصلات خارجية
- حسين الصادق على موقع الاتحاد الدولي (مؤرشف)  (الإنجليزية)
- حسين الصادق على موقع ناشيونال فوتبول تيمز (الإنجليزية)
- حسين الصادق على موقع Soccerway.com (الإنجليزية)
- حسين الصادق على موقع أوليمبيديا (الإنجليزية)
- Profile at Ogol